# Формигара
Формига̀ра (на италиански: Formigara, на местен диалект: Furmighera, Фурмигера) е село и община в Северна Италия, провинция Кремона, регион Ломбардия. Разположено е на 56 m надморска височина. Населението на общината е 1041 души (към 2016 г.).